# Sacco di Roma

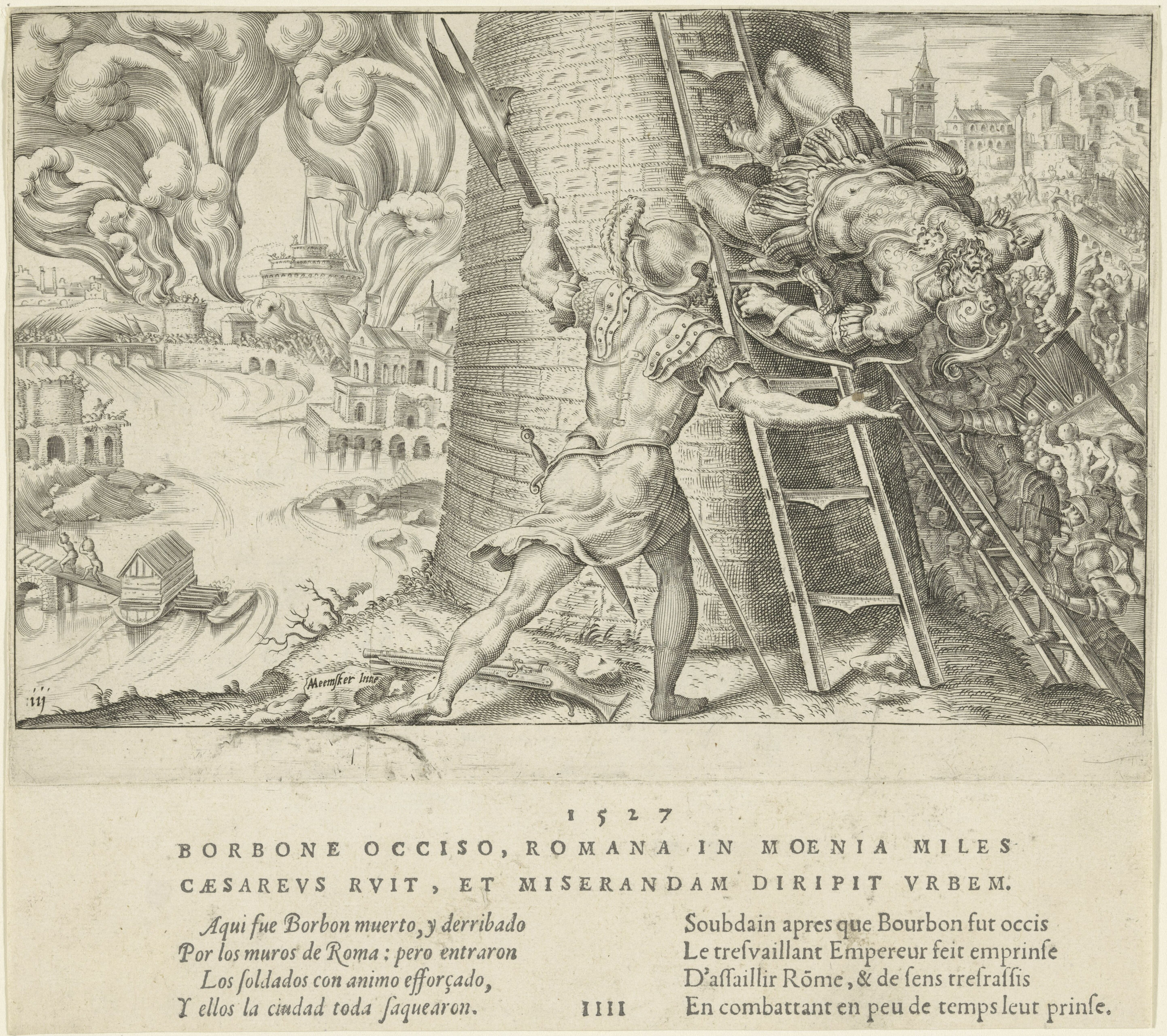
Charles von Bourbon fällt bei der Erstürmung Roms (Stich von Maarten van Heemskerck, 1527)

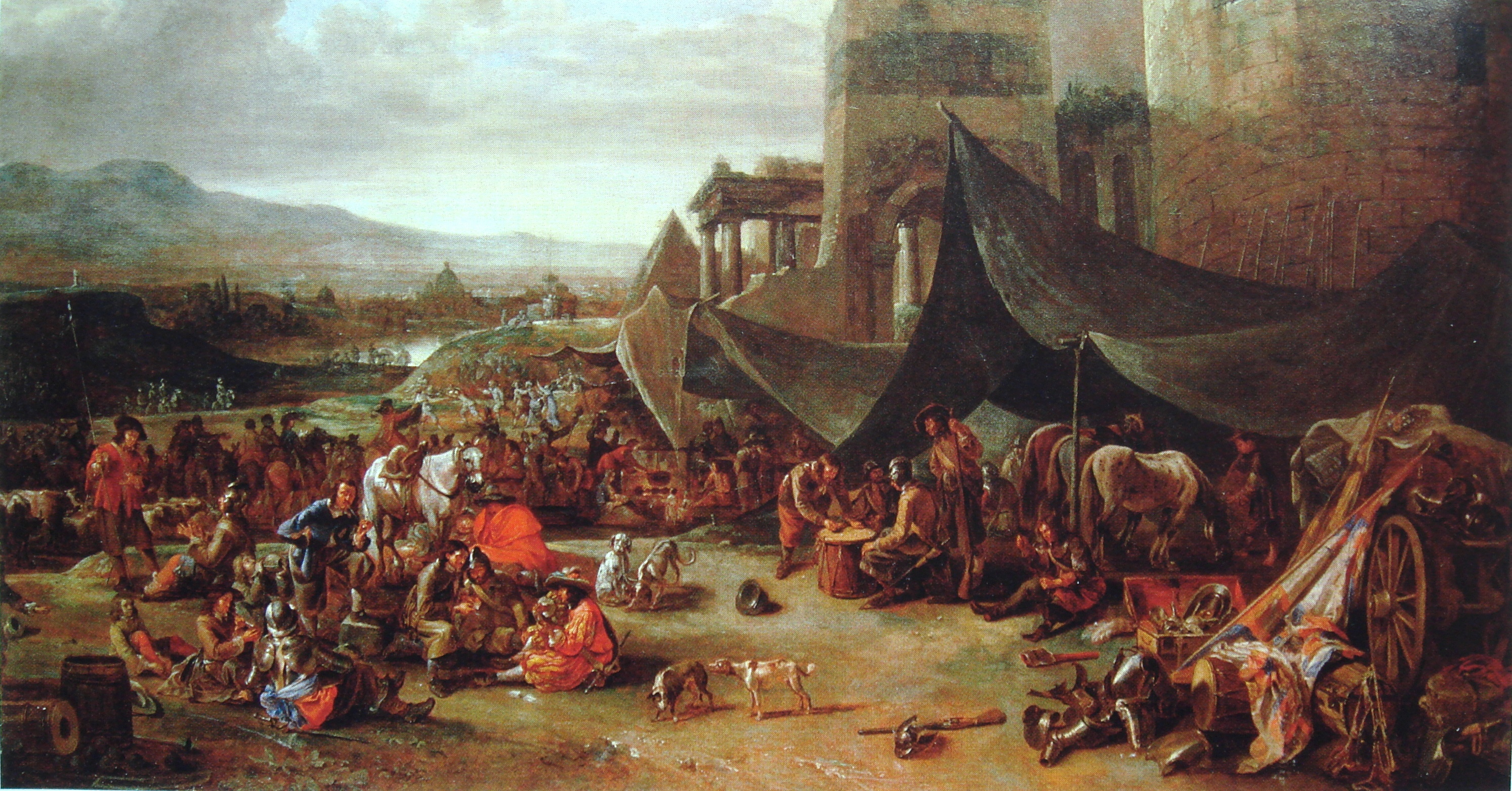
Die Plünderung Roms (Gemälde von Johann Lingelbach aus dem 17. Jahrhundert)

Der Sacco di Roma (italienisch sacco, veralteter Ausdruck für „Plünderung“) war die Plünderung Roms in den Wochen nach dem 6. Mai 1527 durch deutsche, spanische und italienische Söldner Kaiser Karls V. im Zuge seines Kriegs gegen die Liga von Cognac, ein Bündnis zwischen Frankreich, dem Papst sowie Mailand, Florenz und Venedig.
Der 1519 gewählte, aber noch immer ungekrönte Kaiser konnte trotz seines Sieges in der Schlacht bei Pavia 1525 seine Truppen in Norditalien nicht mehr adäquat besolden. Die deutschen, zunächst von Georg von Frundsberg geführten Landsknechte, darunter viele Protestanten, sowie die spanischen und italienischen Söldner mussten sich zwei Jahre lang aus den Besitzungen der gegnerischen Städte und des Kirchenstaates selbst versorgen. Nach einem Schlaganfall Frundsbergs und dem Tod ihres Oberfeldherrn Charles de Bourbon führerlos geworden und auf Entlohnung drängend, stürmten sie schließlich Rom und belagerten die Engelsburg, wohin sich Papst Clemens VII. mit den verbliebenen Schweizergardisten zurückgezogen hatte. Die Stadt wurde wochenlang ausgeraubt und verwüstet. Der Sacco di Roma gilt als ein Höhepunkt kriegerischer Gewaltexzesse durch schlecht versorgte und nicht mehr kontrollierbare Söldnerheere.

## Vorgeschichte
Das von Karl V. regierte Spanien und das von Franz I. regierte Frankreich kämpften seit 1521 um die Vorherrschaft in Oberitalien. Papst Clemens VII. (1523–1534) versuchte seinerseits, den Konflikt für die Stärkung des Kirchenstaates auszunutzen. Nach der vernichtenden Niederlage französischer Truppen in der Schlacht von Bicocca (April 1522) forderte Clemens VII. das Herzogtum Mailand für sich, sobald es wieder in französischer Hand sei. Mit der Einwilligung Franz’ I. trat Clemens VII. aus der Allianz Karls V. aus und klagte diesen daraufhin an, einen „ungerechtfertigten Krieg gegen einen christlichen Mitbruder“ zu führen, dessen einziger Zweck es sei, sein eigenes Reich zu vergrößern. Diese öffentliche Anklage erschwerte Karl V. das Agieren gegen Frankreich sehr.
Im August 1524 belagerten Truppen Karls V. erfolglos Marseille. Bei ihrem Rückzug wurden sie durch französische Truppen angegriffen und unter anderem bis nach Pavia zurückgedrängt. Dort kam es im Februar 1525 zur Schlacht, bei der Franz I. gefangen genommen und die französischen Truppen vernichtend geschlagen wurden. Während seiner Gefangenschaft in Madrid unterzeichnete Franz I. den Friedensvertrag von Madrid, in dem er alle Ansprüche auf die Fürstentümer Oberitaliens fallen ließ. Karl V. appellierte an Franz’ ritterliche Ehre – seine „gloire“ – sich an den Vertrag zu halten und entließ ihn – gegen den Ratschlag seiner Berater – aus der Gefangenschaft.
Kaum wieder frei, verkündete Franz I., dass der Vertrag von Madrid ungültig sei, da er ihn nur unter größter Angst um sein eigenes Leben unterzeichnet habe. Papst Clemens VII. erteilte ihm daraufhin öffentlich die Absolution, so dass der Friede von Madrid als nichtig anerkannt wurde. Da Karl V. aus Sicht vieler anderer Herrscher zu mächtig wurde, formierten sich diese 1526 in der profranzösischen Liga von Cognac. Ihr gehörten neben Papst Clemens VII. und Franz I. noch der Herzog von Mailand Francesco II. Sforza, die Republik Venedig und einige kleinere oberitalienische Herrscher an.
Die wegen des ungültig gewordenen Vertrages von Madrid nicht erlangten Herzogtümer Oberitaliens, deren Reichtum zur Finanzierung der Söldnerarmee nötig gewesen wäre, der Wechsel des englischen Königs Heinrich VIII. von Karls Allianz auf die Seite der Liga von Cognac, der religiöse Konflikt innerhalb Deutschlands zwischen Lutheranern und Katholiken (siehe Reichstag zu Worms) sowie der jahrelange Kampf der deutschen Landsknechte unter Karl V. gegen einen Papst, den sie niemals direkt attackieren durften, sorgte für großen Unmut bei den Truppen Karls V. in Norditalien. Sie waren seit der Schlacht von Pavia nicht mehr regelmäßig bezahlt worden, hatten keinerlei Verstärkung erhalten und mussten sich selbst versorgen.

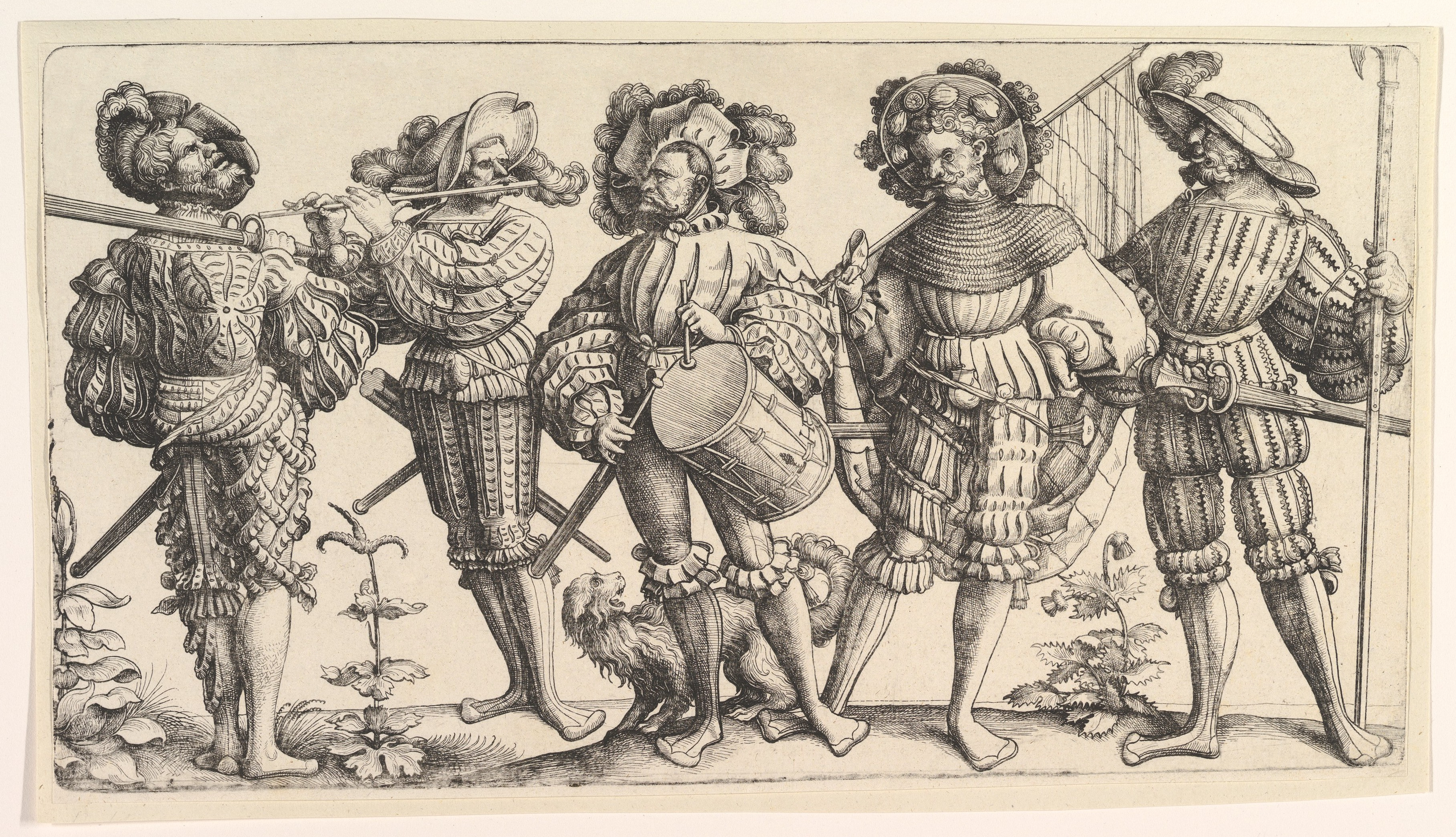
Landsknechte im frühen 16. Jahrhundert

Die brisante Lage entlud sich in einem Söldneraufstand im März 1527, bei dem der Anführer der deutschen Landsknechte, Georg von Frundsberg, der im November 1526 mit über zehntausend Mann die Alpen überquert hatte, beim Versuch, seine Truppe zu beschwichtigen, einen Schlaganfall erlitt. Die nun von Charles de Bourbon, dem abtrünnigen Connétable von Frankreich, angeführten, aber in keiner Weise gezügelten Truppen marschierten zuerst auf Florenz, um sich dort für ihre Anstrengungen zu entlohnen und zu versorgen.
Eine Armee der Liga von Cognac war jedoch in Florenz stationiert und hielt die Stadt gegen die Angreifer, die daraufhin zur Belagerung übergingen. In den umliegenden Ländereien gab es zu Beginn des Jahres 1527 nicht genügend Nahrungsmittel, sodass sich die Situation der Belagerer laufend verschlechterte. Am 16. März 1527 verweigerten die Söldner ihren Truppenführern jeglichen Gehorsam und beschlossen, sich an Papst Clemens VII. zu rächen, den sie für ihre Lage verantwortlich machten. Sie ließen das schwere Belagerungsgerät vor den Toren von Florenz zurück und marschierten auf Rom.
Papst Clemens VII. versuchte vergebens, de Bourbon mit einer großen Summe Geldes zu bestechen, um das bevorstehende Unglück abzuwenden. Doch weder nahm der sie an, noch hätte die Bestechung etwas genützt, da das Söldnerheer keinem Führer mehr gehorchte. Am 4. Mai 1527 erreichten die Landsknechte die Ländereien um die Stadt Rom; am frühen Morgen des 6. Mai 1527 setzte das Heer zur Erstürmung der Stadt an. Die wenigen in Rom befindlichen Truppen konnten dem Ansturm nichts entgegensetzen, und so waren die Landsknechte noch am Vormittag in der Stadt. Charles von Bourbon wurde beim Ansturm auf die Stadt beim Erklimmen einer Sturmleiter durch den Schuss aus einer Hakenbüchse getötet. Sie abgefeuert zu haben rühmte sich der Künstler Benvenuto Cellini.

## Die Geschehnisse des Sacco di Roma
Rom, eine der reichsten Städte der Renaissance, war auf den Angriff des 24.000 Mann starken Heeres mit deutschen Landsknechten, spanischen Söldnern und papstfeindlichen italienischen Condottieri schlecht vorbereitet, da der Papst kurz zuvor, um Geld zu sparen, große Teile seiner Truppen entlassen hatte.
Am 6. Mai wurde zuerst der Borgo, begünstigt durch dichten Nebel, eingenommen, wobei der Herzog von Bourbon fiel. Eine Schwäche in der Mauer wurde von spanischen Truppen ausgenutzt, um in die Stadt einzudringen, worauf der Widerstand der Verteidiger des Borgo zusammenbrach.
Ein Großteil der Schweizergarde, 147 von insgesamt 189 Mann, hatte sich auf dem Petersplatz in Stellung gebracht, um den Papst und den Heiligen Stuhl zu schützen. Bei der Verteidigung fielen alle 147 Mann. Papst Clemens VII. konnte in der Zwischenzeit vom Petersdom aus durch den Passetto di Borgo mit den restlichen 42 Schweizern in die Engelsburg fliehen, wo sie von den Angreifern belagert wurden.
Am folgenden Tag – nachdem Versuche von Verhandlungen gescheitert waren – wurden der Trastevere sowie zuerst die Brücken und dann das restliche Rom eingenommen.

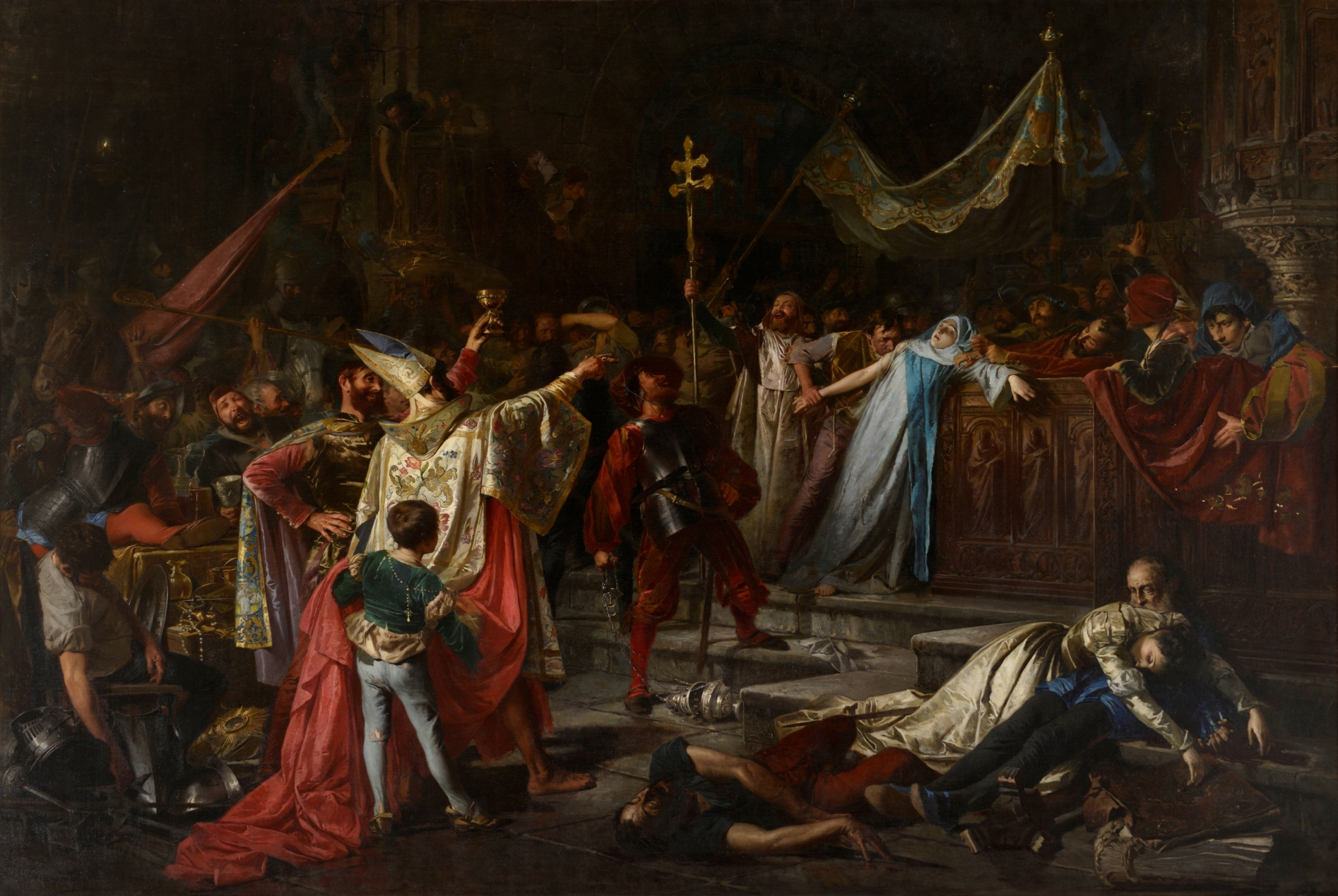
El Saco de Roma (Gemälde von Francisco Javier Amérigo y Aparici, 1884)

Ohne einen von allen Truppen anerkannten Anführer geriet die kriegsübliche dreitägige Plünderung außer Kontrolle, und die Truppen raubten, vergewaltigten, folterten und töteten nach Belieben. Dabei wurden auch Anhänger Karls V. nicht verschont. Es wurden Kirchen, Paläste und Krankenhäuser sowie der Vatikan geplündert und in Brand gesetzt. Viele, besonders Edelleute und Kleriker, wurden gezwungen, enorme Lösegeldsummen zu zahlen, um sich freizukaufen. Einfachere Bürger wurden durch Folter gezwungen, ihre Wertgegenstände herauszugeben.
Die Gewinne der jeweils anderen stachelten spanische, deutsche und italienische Truppen zu weiteren Plünderungen und Erpressungen an, und vereinzelt kam es zwischen den eigentlich Verbündeten zu Kämpfen um die Beute. Durch die unkontrollierte Situation angelockt, strömten aus dem Umland zudem weitere „kaisertreue“ italienische Verbände in die Stadt, um an der Beute teilzuhaben.
Über neunzig Prozent der Kunstschätze in Rom, darunter die Goldschmiedearbeiten der Kirchen, wurden während der Plünderungen geraubt. Der Wert der Beute wird auf rund 10 Millionen Dukaten geschätzt.

## Folgen
Nach einer mehrwöchigen Belagerung der Engelsburg kapitulierte Papst Clemens VII. am 7. Juni 1527. Er musste die Festungen Ostia, Civitavecchia und Civita Castellana übergeben, auf die Städte Modena, Parma und Piacenza verzichten und 400.000 Dukaten sowie Lösegeld für die Befreiung der Gefangenen zahlen. Am 6. Dezember wurde die belagerte Engelsburg freigegeben und Clemens VII. zog nach Orvieto.
Karl V. geriet wegen des Sacco di Roma in heftige Kritik der Mitglieder der Liga von Cognac. Ihm wurde vorgeworfen, die Plünderungen angeordnet oder zumindest toleriert zu haben. Er selbst dementierte dies öffentlich. So schrieb er später in seinen Memorias:

„Die Hauptverantwortung lag nicht bei ihm (d. h. Karl V.), sondern bei denjenigen, die ihn dazu gezwungen hatten, sich zu verteidigen und eine so große Armee einzusetzen, die, wie sich herausstellte, schwer in Zaum zu halten war.“

Die Plünderung Roms kam Karl V. trotzdem sehr gelegen. Die Heilige Liga von Cognac war nun ohne die Unterstützung des Papstes, der zudem als Gefangener Karls V. dessen Bedingungen akzeptieren musste. Karl V. strebte nicht nur nach der Kaiserwürde, sondern wollte sie sich auch im Gegensatz zu seinem Vorgänger Maximilian I. durch die höchste geistliche Autorität legitimieren lassen. Dieses Ziel rückte durch die Niederlage des Papstes in unmittelbare Nähe.
Zwischen 1528 und 1529 behauptete sich Karl V. weiter gegen die Liga von Cognac: Das französische Heer, das 1527 ausgeblieben war, erschien 1528 unter Lautrec – und wurde vor Neapel durch die Pest verdorben. Karl V. ging am 29. Juni 1529 mit Clemens VII. den Frieden von Barcelona ein. Der Papst erhielt viele Provinzen für den Kirchenstaat. Im Rahmen dieses Friedensvertrags wurde die Schweizergarde aufgelöst. Sie wurde 1548 durch Paul III. wiederhergestellt. Am 5. August 1529 wurde der „Damenfriede“ ausgehandelt, der den Kampf zwischen Karl V. und Franz I. beendete.
Von Karl V. politisch besiegt und mit dem Frieden von Barcelona wieder in sein Amt eingesetzt, durch Schenkungen und Verträge wohlwollend gestimmt und durch die neue äußere Gefahr durch die Türken bedrängt, krönte Clemens VII. Karl V. an dessen 30. Geburtstag am 24. Februar 1530 in Bologna zum Kaiser.
Die kaiserliche Armee verblieb vorerst in Rom, zusammengehalten auch durch die Armee der Liga im Norden. Mehrfache Aufforderungen, sich in die Lombardei zurückzuziehen, wurden nicht befolgt. In den Sommermonaten von 1527 reduzierten Seuchen sowohl die Bevölkerung Roms als auch die Besatzer ungefähr um die Hälfte.
Durch neue Führer und Soldzahlung wieder unter Kontrolle gebracht, zogen die verbliebenen etwa 12.000 Mann am 17. Februar 1528 weiter nach Neapel, dem Heer der Liga hinterher.

## Gedenktag
Noch heute gedenkt die Schweizergarde am 6. Mai der Toten beim Sacco di Roma mit der Vereidigungszeremonie neuer Rekruten in Rom. In Anlehnung an die Traditionen am Zürcher Sechseläuten oder der St. Galler OLMA wird seit 2008 jedes Jahr eine offizielle Delegation aus einem Gastkanton eingeladen, um sich zu präsentieren und die historischen Verbindungen zu zelebrieren.
- 2008: Kanton Graubünden
- 2009: Kanton Zürich
- 2010: Kanton St. Gallen
- 2011: Kanton Freiburg
- 2012: Kanton Luzern (1)
- 2013: Kanton Zug
- 2014: Kanton Schwyz
- 2015: Kanton Wallis
- 2016: Kanton Glarus
- 2017: Kanton Obwalden
- 2018: Kanton Luzern (2)
- 2019: Kanton Tessin
- 2020: abgesagt (geplant war Kanton Basel-Landschaft)
- 2021: abgesagt
- 2022: Kanton Nidwalden
- 2023: Kanton Aargau
- 2024: Kanton Basel-Landschaft
- 2025: Kanton Uri
- 2026: Kanton Thurgau